# Campeonato Mundial de Ciclismo en Pista de 1955

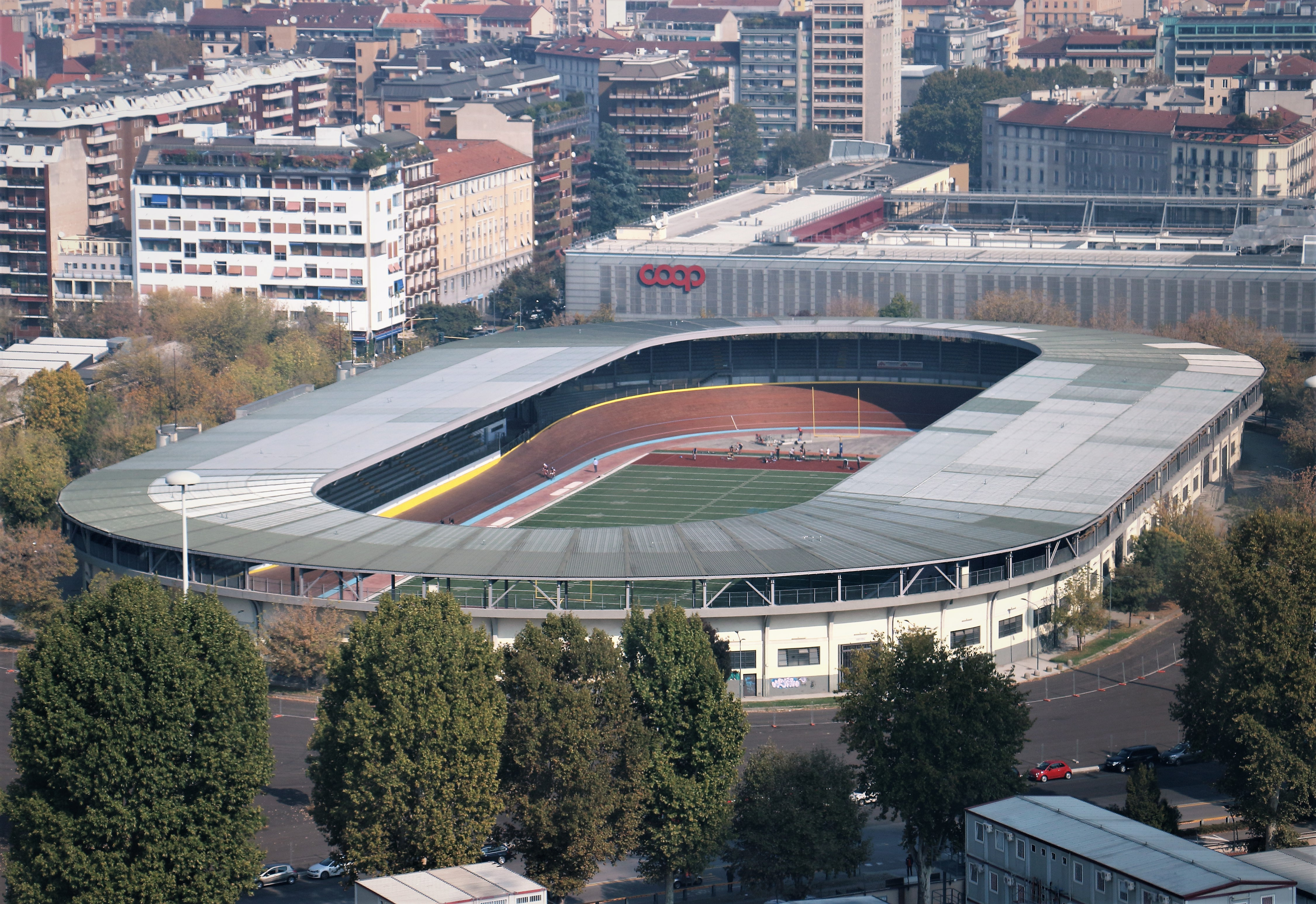
Velódromo Maspes-Vigorelli, sede del campeonato

El LII Campeonato Mundial de Ciclismo en Pista se celebró en Milán (Italia) entre el 31 de agosto y el 3 de septiembre de 1955 bajo la organización de la Unión Ciclista Internacional (UCI) y la Federación Italiana de Ciclismo.
Las competiciones se realizaron en el Velódromo Maspes-Vigorelli de la ciudad italiana. En total se disputaron 5 pruebas, 3 para ciclistas profesionales y 2 para ciclistas amateur.

## Medallistas

### Profesional
| Evento                 | Oro                      | Plata                  | Bronce                        |
| ---------------------- | ------------------------ | ---------------------- | ----------------------------- |
| Velocidad individual   | Antonio Maspes · Italia  | Oscar Plattner · Suiza | Arie van Vliet · Países Bajos |
| Persecución individual | Guido Messina · Italia   | René Strehler · Suiza  | Wim van Est · Países Bajos    |
| Medio fondo            | Guillermo Timoner España | Walter Bucher · Suiza  | Giuseppe Martino · Italia     |

### Amateur
| Evento                 | Oro                      | Plata                        | Bronce                    |
| ---------------------- | ------------------------ | ---------------------------- | ------------------------- |
| Velocidad individual   | Giuseppe Ogna · Italia   | Jorge Bátiz Argentina        | Cesare Pinarello · Italia |
| Persecución individual | Norman Sheil Reino Unido | Peter Brotherton Reino Unido | Leandro Faggin · Italia   |

1. ↑  Algunas fuentes citan como ganador de la medalla de bronce al australiano John Tresidder, pero de acuerdo a su perfil en la pág. del Concejo de la ciudad de Newcastle esto no es así.[1]

## Medallero
| Núm. | País         | Oro | Plata | Bronce | Total |
| ---- | ------------ | --- | ----- | ------ | ----- |
| 1    | Italia       | 3   | 0     | 3      | 6     |
| 2    | Reino Unido  | 1   | 1     | 0      | 2     |
| 3    | España       | 1   | 0     | 0      | 1     |
| 4    | Suiza        | 0   | 3     | 0      | 3     |
| 5    | Argentina    | 0   | 1     | 0      | 1     |
| 6    | Países Bajos | 0   | 0     | 2      | 2     |
|      | TOTAL        | 5   | 5     | 5      | 15    |